# Raffaele Amato
Raffaele Amato (Napoli, 11 novembre 1965) è un mafioso italiano, camorrista. Soprannominato 'o Spagnuolo, è stato il capo del clan Amato-Pagano che ha dato vita nel 2004 alla faida di Scampia, dopo la scissione del clan Di Lauro.

## Biografia
Negli anni novanta era un sicario della famiglia dei Di Lauro contribuendo ad ottenere l'egemonia sul territorio di Napoli. Amato controllava il traffico di cocaina fra la Galizia e l'Italia. Ha guidato la rivolta dei cosiddetti ‘scissionisti’ contro il clan Di Lauro, dopo che questi ultimi avevano cercato di centralizzare il traffico di droga sostituendo la vecchia guardia con manovalanza più giovane. Dalla Spagna, Amato tirava le fila dello spaccio e del racket della prostituzione nei quartieri di Secondigliano e di Scampia. La guerra con i Di Lauro è passata alla storia criminale come faida di Scampia, 60 omicidi fra il 2004 e il 2005.
Fuggito in Spagna nel dicembre 2005, ha continuato da lì a gestire i traffici di droga (in particolare cocaina) con il napoletano. È stato arrestato a Marbella il 17 aprile 2009 dagli agenti napoletani dell'Antidroga con l'accusa di otto omicidi, commessi fra il 1991 e il 1993, durante la faida di Mugnano.